# Championnat d'Écosse de football 1899-1900
Navigation
Édition précédente Édition suivante
La 10e édition du championnat d'Écosse de football est remportée par les Rangers. C’est le troisième titre national du club de Glasgow, le deuxième consécutif. Il gagne avec sept points d’avance sur le Celtic. Les Hibernian complètent le podium. Avec seulement une seule défaite, les Rangers ne peuvent renouveler leur exploit de la saison précédente : rester invaincu.  
À la fin de la 9e saison, Kilmarnock, grâce à sa seconde victoire consécutive en deuxième division, voit son engagement enfin accepté par les clubs de première division. C’est la première fois que ce club accède à l’élite du football écossais. Dans le même temps Partick Thistle descend en deuxième division car son dossier a été rejeté par les autres clubs de l’élite. 
Avec 15 buts marqués chacun, Robert Hamilton des Rangers et Willie Michael de Heart of Midlothian remportent conjointement le titre de meilleur buteur du championnat. C’est la troisième fois que Robert Hamilton gagne ce classement.

## Les clubs de l'édition 1899-1900
| Club                              | Ville      |
| --------------------------------- | ---------- |
| Celtic Football Club              | Glasgow    |
| Clyde Football Club               | Rutherglen |
| Dundee Football Club              | Dundee     |
| Heart of Midlothian Football Club | Édimbourg  |
| Hibernian Football Club           | Leith      |
| Kilmarnock Football Club          | Kilmarnock |
| Rangers Football Club             | Glasgow    |
| St Bernard's Football Club        | Édimbourg  |
| Saint Mirren Football Club        | Paisley    |
| Third Lanark Athletic Club        | Glasgow    |

## Compétition

### Classement
Le classement est établi sur le barème de points classique (victoire à 2 points, match nul à 1, défaite à 0).
| Rang | Équipe              | Pts | J  | G  | N | P  | Bp | Bc | Diff |
| ---- | ------------------- | --- | -- | -- | - | -- | -- | -- | ---- |
| 1    | Rangers             | 32  | 18 | 15 | 2 | 1  | 69 | 27 | +42  |
| 2    | Celtic              | 25  | 18 | 9  | 7 | 2  | 46 | 27 | +19  |
| 3    | Hibernian           | 24  | 18 | 9  | 6 | 3  | 43 | 24 | +19  |
| 4    | Heart of Midlothian | 23  | 18 | 10 | 3 | 5  | 41 | 24 | +17  |
| 5    | Kilmarnock          | 18  | 18 | 6  | 6 | 6  | 30 | 7  | +23  |
| 6    | Dundee              | 15  | 18 | 4  | 7 | 7  | 36 | 39 | -3   |
| 7    | Third Lanark        | 15  | 18 | 5  | 5 | 8  | 31 | 36 | -5   |
| 8    | Saint Mirren        | 12  | 18 | 3  | 6 | 9  | 30 | 46 | -16  |
| 9    | St Bernard's        | 12  | 18 | 4  | 4 | 10 | 29 | 47 | -18  |
| 10   | Clyde               | 4   | 18 | 2  | 0 | 16 | 25 | 70 | -45  |

|  | Champion d'Écosse |
|  | Relégation        |

## Bilan de la saison
| Tableau d'Honneur                |           |
| Compétition                      | Vainqueur |
| Championnat d'Écosse de football | Rangers   |
| Coupe d'Écosse de football       | Celtic    |

| Promotions et relégations |                                     |
| Promus                    | Morton Queen's Park Partick Thistle |
| Relégués                  | St Bernard's Clyde                  |

## Statistiques

### Meilleur buteur
- Robert Hamilton, Rangers, 15 buts
- Willie Michael, Heart of Midlothian, 15 buts